# Odontomachus monticola
Odontomachus monticola är en myrart som beskrevs av Carlo Emery 1892. Odontomachus monticola ingår i släktet Odontomachus och familjen myror. Inga underarter finns listade i Catalogue of Life.

## Bildgalleri

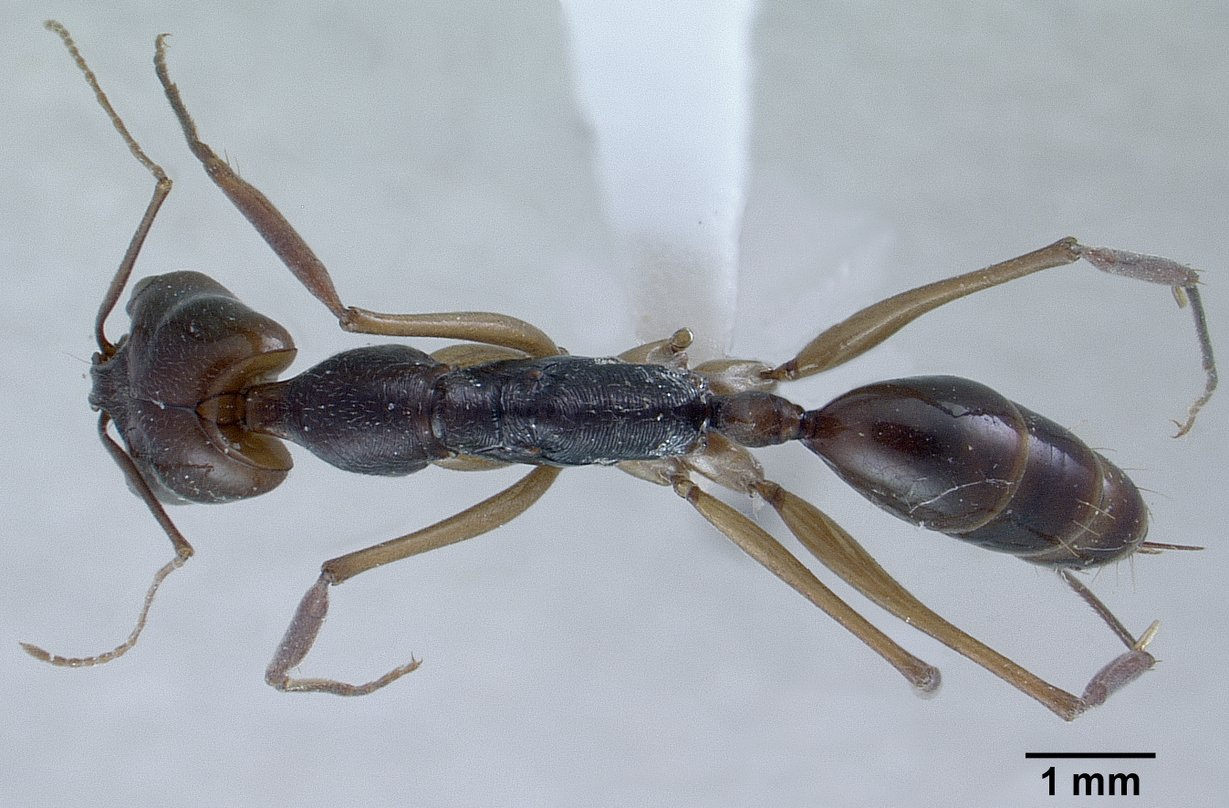
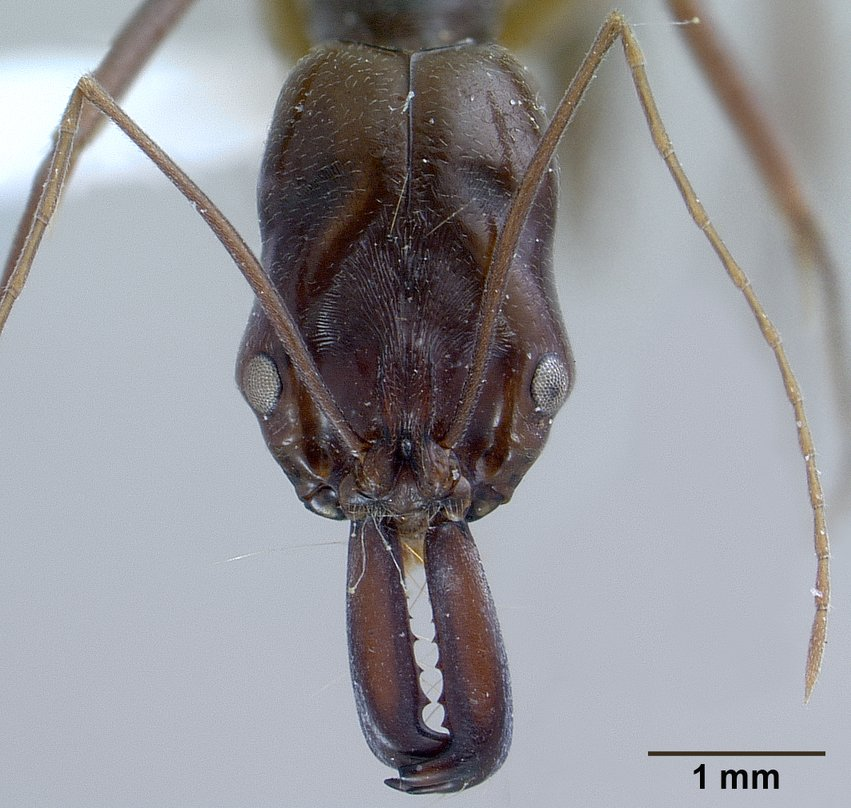
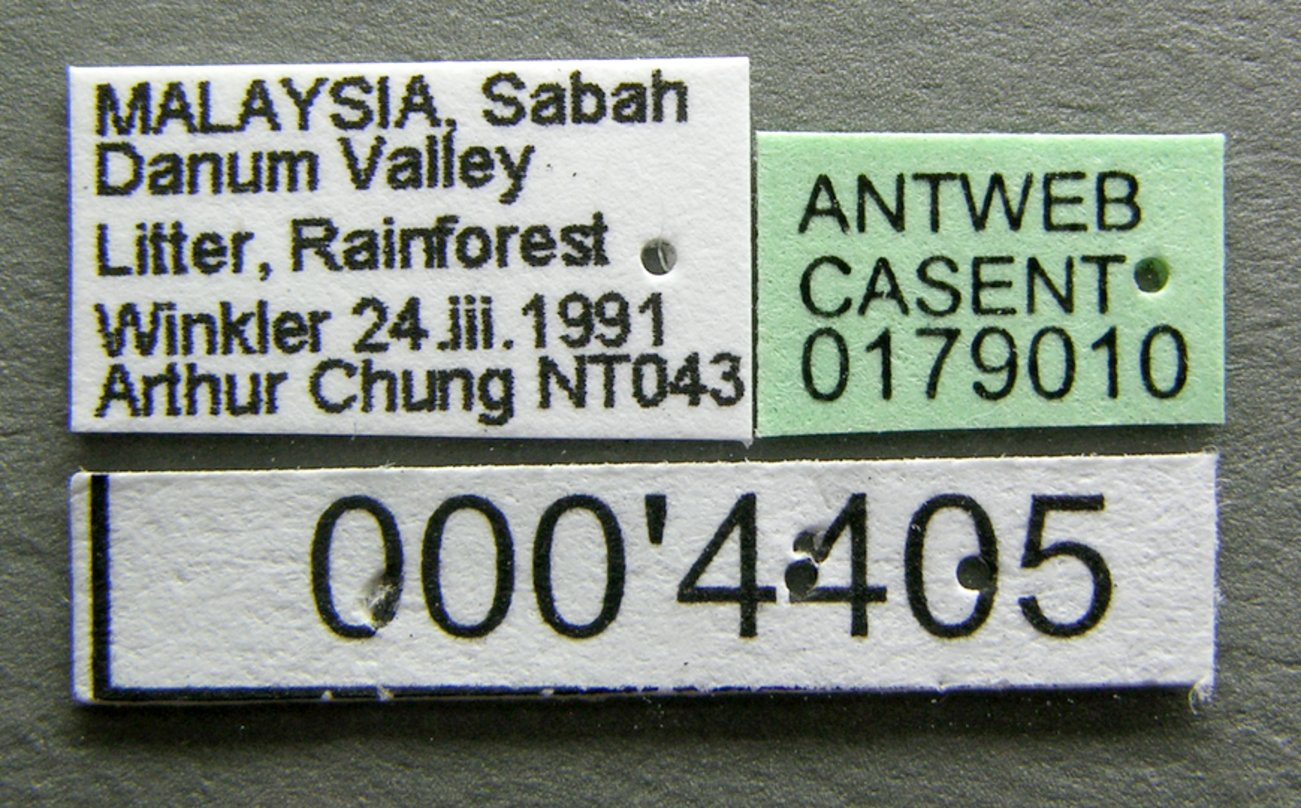
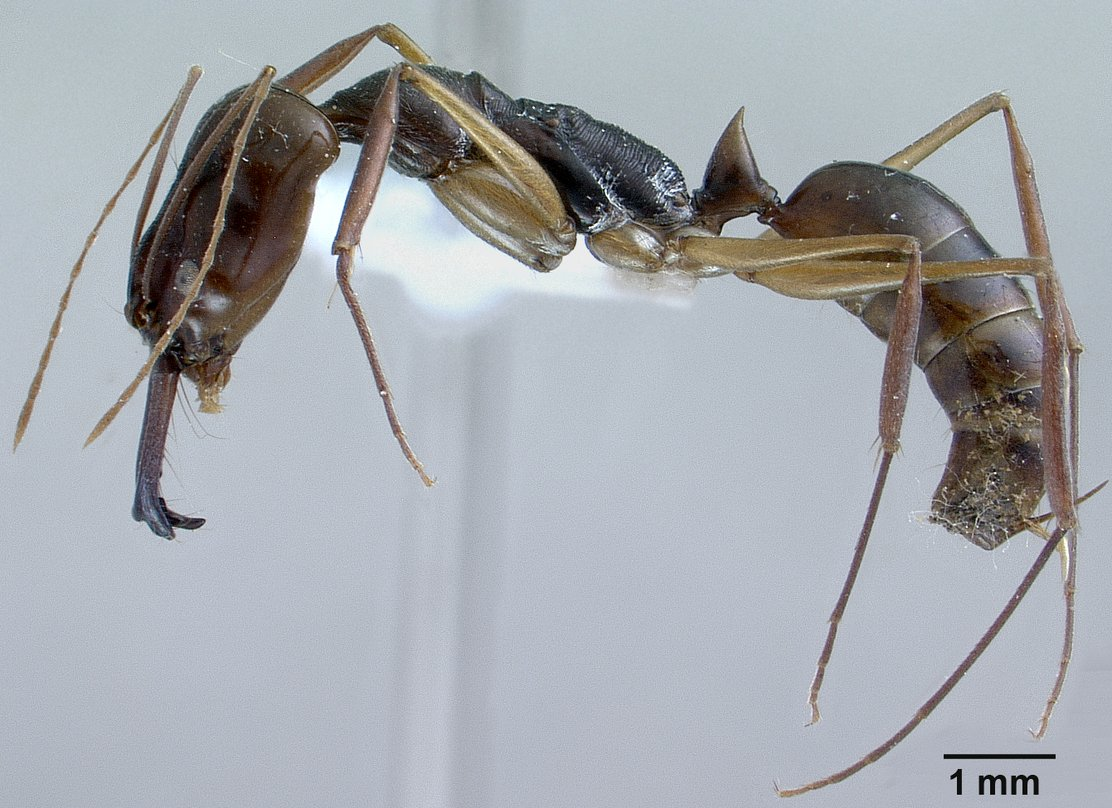